# Ag (växt)
Ag (Cladium mariscus) är ett vassliknande halvgräs med bladrika, 1-2 m höga strån och kölade, skärande blad samt lång och smal, sammansatt blomställning, bildad av vippor från de övre bladens vinklar. Liksom hos de allra flesta halvgräs finns i ytlagret en ganska riklig inlagring av kiselsyra (kvarts), i synnerhet i form av små, fina taggar, märkbara med känseln men inte med blotta ögat, dels i bladkanterna, dels även i stråets kanter, då detta är 3-kantigt. Hos agen är strået trint och slätt, men bladen har såväl kanten som ryggkölen tätt sågade med så stora taggtänder, att de lätt syns med blotta ögat. Bladen är långa, styva, upp till 2 cm breda och skarpt tandade. 
Den brunaktiga blomställningen består av flera småax. Agen har små ax med endast en eller två blommor, och flera skärmblad i axets nedre del är tomma. Blomman har tre ståndare, vanligen två märken och saknar hylleborst.
Agen är allmän på Gotland och växer där ymnigt som stora vassar i vattensamlingar på kalkgrunden. Den är funnen i lämningarna av den äldsta vegetation som är känd på Gotland. Än i dag är de stora agbestånden ett av de mest anmärkningsvärda växtsamhällena i kärren (de gotländska "myrarna") där och de grunda sjöarna (på Gotland kallade "träsk"). Förr hade agen stor användning på ön som taktäckningsmaterial. På fastlandet är agen däremot sällsynt; den finns på en mängd spridda ställen i alla landskap från Skåne till södra Gästrikland (utom Halland och västra Småland) samt i sydligaste Norge och är utan tvivel en relikt, som är stadd i avtagande och försvinnande.
I Sverige har utvinningen enbart haft en ekonomisk betydelse på Gotland och, i viss mån, Öland. För att skörden ska vara lönsam krävs en samlad areal på några hundra kvadratmeter.
Ag växer i grunt vatten (max 0,5 m) i kalkmyrar. Den växer i lösa tuvor och bildar ofta vidsträckta bestånd. För att den ska bilda täta bestånd krävs speciella betingelser; den trivs i gränsen mellan blankvatten och torrare myrmark. Ag vill ha mjuka bottnar med kalkslam. De största gotländska bestånden finns på norra delen av ön, på Fårö och på Sudret. På Öland finns de största bestånden i Löt och Föra socknar.
I Norden blir ag 0,5–1,5 m hög. Den förökar sig genom långa, tjocka jordstammar och alla strån kommer från samma jordstam. Stammen är trind och slät men upptill trekantig. Vippan är grenad med fem – tio ax. De grågröna bladen är hårda med vasst sågade kanter. Merparten av växtmassan utgörs av blad. De vissnar vid frost, men sitter kvar på stammen med samma form och styvhet. Nöten är brunglänsande och cirka tre mm stor.
Ag skördas under högsommaren då vattenståndet är som lägst. Det förekommer ingen egentlig försäljning utan köparen får fråga markägaren och själv ombesörja skörden. Ag skördas bäst med lie eller slåtterbalk. Är bestånden täta med mycket gammal ag krävs en van lieman. Fjolårsag kan också användas. 
Skörden kan även ske i regn. Agen behöver inte torkas utan kan användas direkt, men för att få den mer hanterlig är det bra om den ligger och torkar några dagar. Inga skadedjur äter agnötter och de kan därför sitta kvar.

## Historiskt byggnadsmaterial i Sverige
Ag används till taktäckning på Gotland samt Öland (där kallat åg). Det växer vilt och återkommer varje år med nya skott från en rotstam. Tak som täcktes med ag blev tätare och mer hållbara än de som täcktes med halm eller vadd. Ett agtäckt tak kan hålla i uppemot 60 år och står emot eldsvådor bra på grund av den höga halten av kisel.